# 駝鼠
駝鼠（Cuniculus paca）是美洲熱帶及亞熱帶的一種大型齧齒目，分佈在墨西哥東中部至阿根廷北部。

## 特徵
駝鼠的毛很粗糙，沒有細軟絨毛，上身呈深褐色至黑色，下身則呈白色或黃色。牠們兩側一般有三至五列斑點。牠們有厚壯的腳，前肢有四趾，後肢有五趾。腳甲像蹄。尾巴短及無毛。顴弓兩側及後背很闊，可以作為共振室。
成年駝鼠重約6-12公斤。每年會產兩胎，每胎一般只有一子。妊娠期為120日。幼駝鼠1歲就可以達至性成熟。

## 棲息地
駝鼠主要是夜間活動及獨居的，很少會發聲。牠們棲息在近水邊的森林環境，尤其是細小河流。牠們會挖坑築巢，坑深2米，只有一個入口。駝鼠是游泳能手，遇到危險時就會跳入水中逃跑。牠們也是攀樹能手，尋找果實來吃。牠們主要吃葉子、樹莖、樹根及果實，尤其是牛油果及芒果等。

## 經濟及生態
駝鼠是一種害蟲。野生駝鼠肉質美味及值高價。牠們在受保護的地方數量很多，故沒有滅絕的危害，但整體數量因獵殺及失去棲息地而減少。牠們容易繁殖及培養，但據說肉質味道較差。巴拿馬土著將駝鼠俗稱花兔，狩獵後屠宰以油炸食用，並視為美食。

## 外部連結
- ITIS database
- Animal Diversity Web （页面存档备份，存于）
- （西班牙文） Convenio Andrés Bello, archived
- Picture of Paca in Costa Rica （页面存档备份，存于）